# Saxifraga facchinii
Saxifraga facchinii là một loài thực vật có hoa trong họ Saxifragaceae. Loài này được W.D.J.Koch miêu tả khoa học đầu tiên năm 1841.